# 栄 (つくば市)
栄（さかえ）は、茨城県つくば市の地名。郵便番号は305-0013。

## 地理
つくば市東部に位置する市街地。市街地の北東沿いには桜川が流れている。桜川の対岸は土浦市になる。

## 歴史
古代常陸国の時代、上境、中根、土器屋村（栄）、横町、松塚、柴崎、上野の七ヶ村は、河内郡（後の菅田郷）の北の限、筑波郡との境にて「境郷」と称して1つの郷であった。
1300年台、土器屋村（かわらけや）は小田氏の時代に土器を作り生計を立てていた者が数人いたことが地名の由来とされる。
地理的には土浦田中の八幡神社からつくば市玉取の一ノ矢八坂神社までを結ぶ一ノ矢道の途中に位置する。

### 中世まで
鎌倉～戦国時代、土器屋村は小田氏の領域にあり、もともと村の南部に位置していた東福寺（南北朝末期に小田勢が篭ったため、佐竹氏の焼き討ちにあい消失し、その後に尼寺があった現在の松塚地区へ後に移った）は、旧桜村中央公民館（交流センター）の所（土器屋前、この経緯からこの区画の住所は現在はつくば市松塚となっている）にあり、その頃は名を堀之内と呼ばれた小田の郷士が境内に屋敷を地図の堀之内に構えてあたり一体に広い田畑を所有していたが、小田城が落城した後は、（土器屋村とは他の）七ヶ村の農民らの手により土地を奪われその者の手に渡ったと言い伝えられる。
また、土器屋村には当時村の中央部に蓮華寺（旧桜村中央公民館の北側。土器屋前の上部）
という広い境内を持つ禅寺があった。
その後、江戸時代初期に蓮華寺は禅宗から真言宗へ村の人々により変えられ、その他に、吉祥寺（現在の神明神社の東側。北部の堀之内周辺）、楽雲寺（北東部の屋敷付周辺）、養泉院（中央の屋敷付の右側）と宝壮（蔵）寺（堀之内と前田畑の境界エリア。江戸時代には郷士屋敷と言われる畑であった）、中根村には慈恩寺、横町には心寿院（現在の八坂神社）があった。

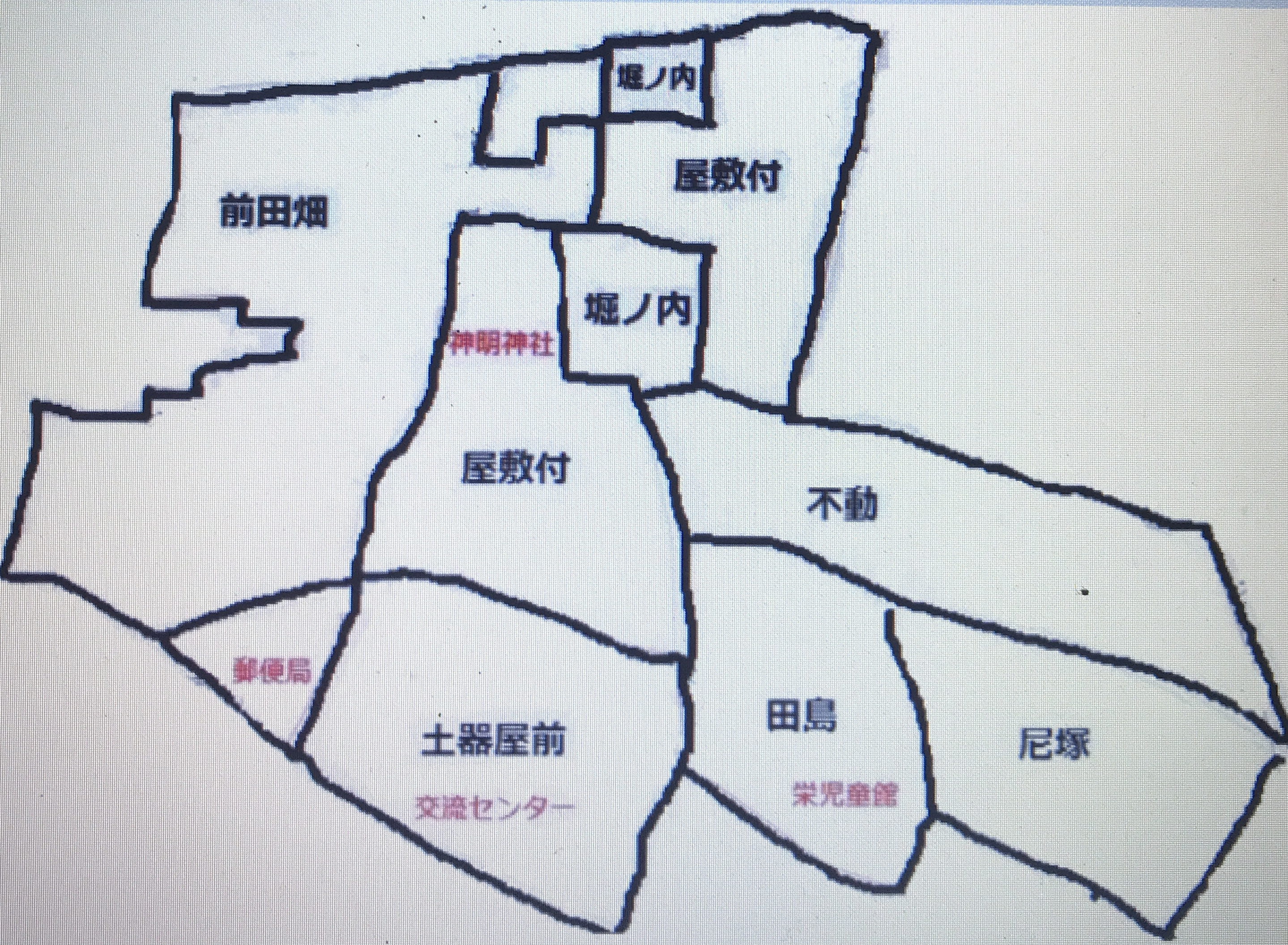

### 近世
江戸時代、結城秀康や土屋家、松平信興などの土浦城主の所領となり、金田村、松塚村、中根村、上境村、横町村、土器屋村は、七郷に分割された行政区分のうちの田中庄新治郡（西郷）に属した。
当時の石高からみても土器屋村は近隣の村の1/4-1/2程度の比較的小さな集落だった。これは小田時代（1300年半ば～1500年後半）、小田郷士の屋敷、いくつかの禅寺のほか土器作りの職人達がいた村で、その後も小田氏の恩賞により藤沢村から移り住む者、江戸時代、中根村や上境村から土地を買って移り住んだ農民がいたものの二十数軒に留まり、農村としての歴史は比較的新しかったことが考えられる。

### 近代
1871年（明治4年）の廃藩置県後は土浦県に属し、同年11月に新治県成立後は新治県に属した。1882年（明治15年）、土器屋村が属する戸長役場は金田村に置かれていた。
1889年（明治22年）には新治県に栄村、九重村、栗原村の三村が作られた。土器屋村が属する栄村としての最初の戸長役場は中根村に置かれた。
この時代には東京で業を起こす者も少なくなく、中でも土器屋村の名主や栄村長を務めた家は財を成し、その後は土浦や東京へ住居を移し、現在はこの土地との繋がりは既にないとみられる。
栄と藤沢新田を繋ぐ桜川に架けられた現在の鉄筋コンクリート製の栄利橋は1978年（昭和53年）に建設されたもの。明治時代後期に木製の橋が架けられたのが最初とされるが、土器屋村にあった石塚なども橋の土台として使われた。

### 現代
旧栄村の大字土器屋（かわらけや）。1955年に合併により桜村所属となり、さらに大字栄に改名された。1987年に合併によりつくば市大字栄となった。
毎年、神明神社では7月下旬に祇園祭りが催されてきた。その昔の祭りでは、各家が高さを競って幟（のぼり）をあげる風習もあった。
現代の栄についてはリンク先で詳しいレポートが公開されている。https://tsukuba.repo.nii.ac.jp/record/55076/files/FS_19-1.pdf

### 人口と世帯数
2020年（令和2年）4月1日現在の世帯数と人口は以下の通りである。
| 町丁 | 世帯数  | 人口  |
| ---- | ------- | ----- |
| 栄   | 161世帯 | 392人 |

## 小・中学校の学区
市立小・中学校に通う場合、学区は以下の通りとなる。
| 番地 | 小学校             | 中学校             |
| ---- | ------------------ | ------------------ |
| 全域 | つくば市立栄小学校 | つくば市立桜中学校 |

## 交通

### コミュニティバス

#### つくバス
- 小田シャトル

## 施設・店舗等
- つくば市立桜幼稚園
- 桜郵便局
- むつみ農園
- かわらけや（観光農園）

## 史跡
- 蓮華塚（1200年前後に田島（栄児童館周辺）から出土したとされる弘法大師(真言宗)の秘仏の薬師如来(医王)の仏像を本尊とする蓮華寺という禅寺があった。）
- 神明神社（土器屋村の名主が持っていた神名箱を祀って作られた神社で天照大御神を祀る。明治時代になってから横町の八坂神社が本宮となっている。）
- 薬師寺（言い伝えでは明治時代に神明神社を薬医堂として改め近隣住民により私設されたもの。）